# 寧海縣 (玉山郡)
寧海縣是唐代玉山郡所屬的一個縣，至德二年（757年）改安海縣置，乾元元年（758年），玉山郡復為陸州。在今廣西東興及越南芒街一帶。